# Емин ага
Емин ага е османски управител от Македония, живял в края на XVIII - началото на XIX век.

## Биография
Роден е във Велес, тогава в Османската империя. Поради отслабване на османската власт във Велешко, Емин ага се установява като местен узурпатор-управител (калъч-спахия). Емин ага и синът му Кьор Али бей развиват широка дейност за издигането на Велес като икономически фактор и важно средище в Македония. Емин ага наема видния български строител Силян Богданов да построи новите конаци във Велес, на лявата страна на Вардар. Емин ага предлага на Силян Богданов да се засели във Велешко, тъй като тресончани искат да се изселят заради албански набези и позволява на други български изселници от Дебърско, Лазарополе и тресончани да се заселят във Велешко. Емин ага умира около 1830 година.